# Just Listen
Just Listen é o álbum de estreia do cantor sul-coreano Seven. Foi lançado pela YG Entertainment em 7 de março de 2003. O álbum alcançou a posição de número quatro na parada mensal da Miak (Music Industry Association of Korea) e produziu os singles, "와줘" (Come Back to Me), "한번 단 한번" ("Once, Just Once"), "I Just Wanna Be..." e "Baby I Like You Like That".

## Faixas
| N.º            | Título                                                                          | Duração |  |
| 1.             | "Intro" (com participação de Perry & G-Dragon)                                  | 0:35    |  |
| 2.             | "I Just Wanna Be..."                                                            | 3:52    |  |
| 3.             | "와줘" (Wa Chweo; Come Back to Me)                                              | 4:05    |  |
| 4.             | "한번 단 한번" (Han Bon Dan Han Bon; Once, Just Once)                           | 3:26    |  |
| 5.             | "One To Ten"                                                                    | 4:09    |  |
| 6.             | "아쉬운 이별 (com participação de Wheesung)" (Ah Shwi Oon Ee Pyol; Sad Parting) | 3:56    |  |
| 7.             | "Seven" (interlude)                                                             | 0:41    |  |
| 8.             | "우연히 널 봐도" (Oo Yon Hi Neol Pwa Doh; If I Happen to See You Again)         | 4:43    |  |
| 9.             | "Luz Control" (com participação de Wheesung & Lexy)                             | 3:48    |  |
| 10.            | "Baby I Like You Like That"                                                     | 3:01    |  |
| 11.            | "꽃을 들고서" (Got Seul Deul Ko Seo; Holding Flowers)                           | 4:46    |  |
| 12.            | "안녕 (com participação de Gummy)" (Ahnnyong; Goodbye)                          | 4:13    |  |
| 13.            | "더 멀리 떠나요" (Toh Mol Ri Doh Na Yo, Leave Me Far Away)                      | 5:29    |  |
| 14.            | "너이길 바래" (Neo Ee Gil Pa Rae; I Hope It's You)                              | 3:40    |  |
| Duração total: | Duração total:                                                                  | 50:33   |  |

## Desempenho nas paradas musicais
Just Listen estreou na posição de número 22 na parada mensal da Miak com vendas de 13,986 cópias. Contudo, impulsionado por seu singles, o álbum começou a ganhar popularidade e alcançou a posição de número quatro, por dois meses consecutivos. No fim do ano de 2003, Just Listen posicionou-se em número dez na parada anual da Miak, com vendas de 212,317 cópias.
| Paradas (2003)                            | Melhor posição |
| ----------------------------------------- | -------------- |
| Coreia do Sul (Miak Monthly Albums Chart) | 4              |
| Coreia do Sul (Miak Yearly Albums Chart)  | 10             |